# Möbelspedition

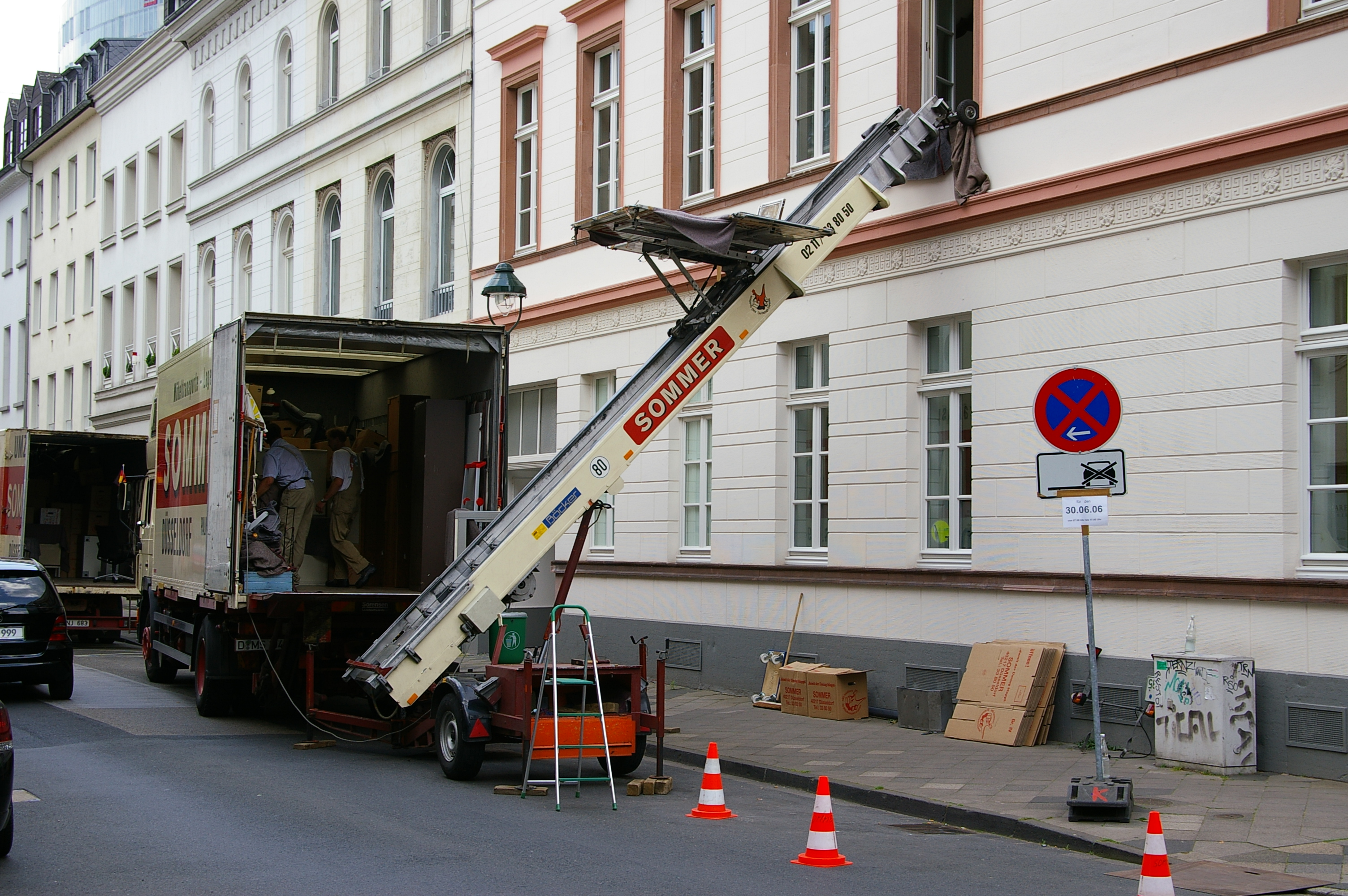
Möbelspedition im Einsatz beim Umzug

Eine Möbelspedition ist ein Speditionsunternehmen, das sich mit dem Transport von Möbeln (Neumöbel oder Umzugsgüter) beschäftigt. Transportiert die Möbelspedition Neumöbel, handelt es sich um eine Neumöbelspedition, beim Transport von Umzugsgütern um eine Umzugsspedition.

## Umzugsspediteur
Im Gegensatz zum Spediteur führt der Umzugsspediteur im Regelfall seine Aufträge im Selbsteintritt (§ 458 HGB) durch, was zur Folge hat, dass auf diesen die frachtrechtlichen Vorschriften Anwendung finden. Normal ist, dass die komplette Dienstleistung, von Beratung, Verpackung, Verladung, Transport, Entladung, Auspacken, Möbelde- und -remontage, Lampende- und remontage, von einem Unternehmen erbracht wird.

### Rechtsgrundlagen in Deutschland
Die gesetzliche Grundlage für den Umzugstransport ergibt sich vorrangig aus §§ 451 ff. des deutschen Handelsgesetzbuches, nachrangig aus §§ 407 ff. HGB und §§ 631 ff. BGB. Häufig werden ergänzend die Allgemeinen Geschäftsbedingungen für den Umzugstransport (AGB) zum Gegenstand des Vertrages gemacht. Die Durchführung des Möbeltransports ist somit ein Sonder-Frachtgeschäft im Sinne der §§ 451 ff HGB. Die Beförderung von Umzugsgut erfolgt wie der Transport von Neumöbeln im gewerblichen Güterkraftverkehr (§ 451 HGB iVm § 407 HGB).
Der Vertrag zwischen Möbelspediteur und seinem Kunden stellt sich nach h. M. als zivilrechtlicher Konsensualvertrag mit Erfolgscharakter (= Werkvertrag) dar.
Im Umzugsverkehr werden die Umzugsgüter üblicherweise mit dem Lastkraftwagen ausgeführt. Dann unterliegt der Möbelspediteur auch den öffentlich-rechtlichen Bedingungen des Güterkraftverkehrsgesetzes (GüKG).

### Pflichten des Frachtführers
Der Umzugsspediteur hat die Aufgabe, den Umzugsverkehr durchzuführen. Der Unternehmer befördert Umzugsgut mit Kraftfahrzeugen und leistet alle Dienste, die mit dem Umzug verbunden sind.
Zu den Pflichten des Frachtführers gehört auch das Ab- und Aufbauen der Möbel, ebenso das Ver- und Entladen der Güter (§ 451 a Abs. 1 HGB). Sofern der Absender Verbraucher nach § 13 BGB ist, hat der Frachtführer auch die Ausführung sonstiger auf den Umzug bezogener Leistungen, wie die Verpackung und Kennzeichnung des Umzugsgutes, zu gewährleisten (§ 451 a Abs. 2 HGB).

### Frachtbrief, gefährliches Gut, Begleitpapiere, Mitteilungs- und Auskunftspflichten
- Der Absender hat keine Pflicht, einen Frachtbrief (§ 408 HGB) auszustellen (§ 451 b Abs. 1 HGB).
- Handelt es sich bei dem Umzugsgut unter anderem um gefährliches Gut (§ 410 HGB), hat der Absender den Umzugsunternehmer vorab in geeigneter Form (im Zweifel schriftlich) auf die Gefährlichkeit des Gutes hinzuweisen und erforderliche Informationen zu übergeben. Ist der Absender Verbraucher, so genügt es, wenn dieser dem Frachtführer die allgemein vom Gut ausgehende Gefahr schildert. Einer besonderen Form der Mitteilung bedarf es nicht. Der Frachtführer muss den Absender jedoch auf diese Mitteilungspflicht hinweisen (§ 451 b Abs. 2 Satz 1 2. Halbsatz HGB).
- Wenn der Absender Verbraucher ist, hat ihn der Möbelspediteur auch über die zu beachtenden Zoll- und sonstigen Verwaltungsvorschriften zu unterrichten (§ 451 b Abs. 2 Satz 3 HGB).
- Er ist jedoch nicht verpflichtet zu überprüfen, ob die vom Absender zur Verfügung gestellten Urkunden und erteilten Auskünfte richtig und vollständig sind (§ 451 b Abs. 3 Satz 2 HGB).

### Besichtigungen
Anders als bei anderen Speditionsbereichen ist in der Umzugsspedition der Kunde häufig eine Privatperson. Aus diesem Grund werden im Regelfall Vorortbesichtigungen durchgeführt. Dabei nimmt der Spediteur alle umzuziehenden Güter in einer Umzugsgutliste auf und spricht mit dem Kunden über die Dienstleistungen, die er in Anspruch nehmen will. Die Vielfältigkeit durch ständig wechselnde Be- und Entladeverhältnisse, Durchführungsmaßnahmen, Kundenwünsche und -erwartungen sei im Gegensatz zu sonstigen Speditionsbereichen besonders hervorgehoben; diese macht eine Besichtigung zwingend notwendig.

### Grundlage zur Frachtberechnung
Auf der Grundlage der Besichtigung erstellt der Möbelspediteur, meist kostenlos und unverbindlich, ein Umzugskostenvoranschlag/Angebot. Mit der Umzugsgutliste ermittelt der Möbelspediteur das zu transportierende Volumen. In der Möbelspedition wird nicht in Lademeter, sondern bis Mitte der 1990er Jahre in Möbelwagenmetern gerechnet, die 5 Kubikmeter entsprechen. In Österreich entspricht 1 Möbelwagenmeter = 4 Kubikmeter. Seit Mitte der 1990er Jahre wird das Ladevolumen in Kubikmeter errechnet. Der Kubikmeter dient als feste Größe zur Kalkulation der Dauer eines Umzugs. Unter normalen Bedingungen (maximal 2. Obergeschoss und keinem größeren Abtrageweg, vom Lkw bis zum Hauseingang von 20 Meter) benötigt man zur Be- und Entladung von fünf Kubikmetern eine Stunde. Übereinstimmend mit allen Transportunternehmen beeinflusst die Transportstrecke wesentlich die Fracht.

### Angebot und Umzugsvertrag
Im Angebot sind alle Dienstleistungen, das Volumen der Sendung, sowie Nebenleistungen und Packmaterial vermerkt und preislich festgehalten. Unterschreibt der Absender dieses Angebot, liegt ein Umzugsvertrag vor, der die geschäftliche Beziehung nachweist.
Dienstleistungen wie Montagen, Schreinerarbeiten, Elektriker und Maler, sowie das Ein- und Auspacken des Umzugsgutes werden bei Bedarf angeboten, sofern diese nicht ohnehin bereits im Grundvertrag geschuldet sind. Einen neuen Bereich stellt der sog. Relocation-Service dar. Hierbei werden neben dem Umzug andere Dienstleistungen (z. B. besenreiner Auszug, d. h. die Wohnung ist übergabebereit für Nachmieter, An- und Abmeldung von Auto, Schule, Kindergarten; Verkauf der alten Wohnung; Besorgung von Ausweis, Pass, benötigten Papieren, neuer Wohnung) organisiert und angeboten.

### Durchführung
Je nach Umzugsvolumen und Umfang der zu leistenden Arbeiten wird dem Kunden am vereinbarten Umzugstag eine Kolonne bereitgestellt, die nicht nur aus Trägern besteht, sondern für gewöhnlich aus einem entsprechend großen Lkw, einem Fahrer, einem Kolonnenführer, der oft auch gleichzeitig der Fahrer ist, und Möbelträgern. Bei Zusatzdienstleistungen kommen dann Möbelpacker, Monteure, Möbelschreiner, Maler oder Elektriker hinzu. Auch der Einsatz von Schrägaufzügen bei Umzügen aus und in höhere Etagen ist üblich.

### Zahlung
Es ist zwar in der Praxis üblich, dass der Absender, wenn er ein Verbraucher ist, das Entgelt in bar nach Beladung oder vor Entladung entrichtet. Jedoch ist darauf hinzuweisen, dass dies nicht genau der gesetzlichen Regelung entspricht: bei Frachtverträgen ist die Frachtzahlung erst fällig Zug-um-Zug gegen Übergabe des Gutes an den Empfänger (§§ 407 Abs. 2, 420 Abs. 1 Satz 1 HGB); auf den Umzugsvertrag angewendet sogar erst mit Beenden des Möbelaufbaus (da letzteres ja ebenfalls vom Möbelspediteur geschuldet ist; vgl. § 451 a Abs. 1 HGB). Da es sich um einen Werkvertrag handelt, wäre die Vergütung sogar erst nach Durchführung des Umzuges und Abnahme der geschuldeten Leistung durch den Besteller zu erbringen (§§ 631, 641 BGB).
Bei Stamm- und Firmenkunden ist die Zahlung nach Rechnungserhalt durch Überweisung üblich.

## Haftung

### Anwendungsbereich
Der Frachtführer (Im folgenden Möbelspediteur genannt) haftet nach den Bedingungen des Umzugsvertrages und den speziellen gesetzlichen Haftungsbestimmungen der §§ 451 d ff. HGB. Für Beförderungen von Umzugsgut mit Bestimmungsort außerhalb Deutschlands finden dieselben Haftungsgrundsätze Anwendung (sofern deutsches Recht überhaupt zur Anwendung kommt). Dies gilt auch, wenn verschiedenartige Beförderungsmittel zum Einsatz kommen.

### Haftungsgrundsätze
Der Möbelspediteur haftet für den Schaden, der durch den Verlust oder Beschädigung des Umzugsgutes in der Zeit von der Übernahme zur Beförderung bis zur Ablieferung oder durch Überschreitung der Lieferfrist entsteht (Obhutshaftung). (§ 425 HGB)

### Haftungsausschluss
Der Möbelspediteur ist von der Haftung befreit, soweit der Verlust, die Beschädigung oder die Überschreitung der Lieferfrist auf Umständen beruht, die der Möbelspediteur auch bei größter Sorgfalt nicht vermeiden und deren Folgen er nicht abwenden konnte (unabwendbares Ereignis) (§ 426 HGB).

### Haftungshöchstbetrag
- Die Haftung des Möbelspediteurs wegen Verlust oder Beschädigung ist auf einen Betrag von 620,00 Euro je Kubikmeter Laderaum, der zur Erfüllung des Vertrages benötigt wird, beschränkt (§ 451 e HGB).
- Wegen Überschreitung der Lieferfrist ist die Haftung des Möbelspediteurs auf den dreifachen Betrag der Fracht begrenzt (§ 431 Abs. 3 HGB).
- Haftet der Möbelspediteur wegen der Verletzung einer mit der Ausführung des Umzuges zusammenhängenden vertraglichen Pflicht für Schäden, die nicht durch Verlust oder Beschädigung des Umzugsgutes oder durch Überschreitung der Lieferfrist entstehen, und handelt es sich um andere Schäden als Sach- und Personenschäden, so ist in diesem Fall die Haftung auf das Dreifache des Betrages begrenzt, der bei Verlust des Gutes zu zahlen wäre (§ 433 HGB).

### Besondere Haftungsausschlussgründe
Der Möbelspediteur ist im Regelfall von seiner Haftung befreit, soweit der Verlust oder die Beschädigung auf eine der folgenden Gefahren zurückzuführen ist (§ 451 d Abs. 1 HGB):
- Beförderung von Edelmetallen, Juwelen, Edelsteinen, Geld, Briefmarken, Münzen, Wertpapieren oder Urkunden
- Ungenügende Verpackung oder Kennzeichnung durch den Absender
- Behandeln, Verladen oder Entladen des Umzugsgutes durch den Absender
- Beförderung von nicht vom Möbelspediteur verpacktem Gut in Behältern
- Verladen oder Entladen von Umzugsgut, dessen Größe oder Gewicht den Räumverhältnissen an der Ladestelle oder Entladestelle nicht entspricht, sofern der Möbelspediteur den Absender auf die Gefahr einer Beschädigung vorher hingewiesen und der Absender auf die Durchführung der Leistung bestanden hat
- Beförderung lebender Tiere oder Pflanzen
- Natürliche oder mangelhafte Beschaffenheit des Umzugsgutes, wodurch es besonders leicht Schäden, insbesondere durch Bruch, Funktionsstörungen, Korrosion, inneren Verderb oder Auslaufen erleidet.

Ist ein Schaden eingetreten, der nach den Umständen des Falles aus einer der in den Ziffern 1–7 bezeichneten Gefahren entstehen konnte, so wird gesetzlich vermutet, dass der Schaden aus dieser Gefahr entstanden ist (§ 451 d Abs. 2 HGB). Der Möbelspediteur kann sich auf die Besonderen Haftungausschlussgründe berufen, wenn er alle ihm nach den Umständen obliegenden Maßnahmen getroffen und besondere Weisungen beachtet hat (§ 451 d Abs. 3 HGB).

### Wertersatz
Hat der Möbelspediteur Schadenersatz wegen Verlust oder Beschädigung zu leisten, so ist der Wert am Ort und zur Zeit der Übernahme zur Beförderung zu ersetzen. Bei Beschädigungen des Gutes ist der Unterschied zwischen dem Wert des unbeschädigten Gutes und dem Wert des beschädigten Gutes zu ersetzen. Dabei kommt es auf Ort und Zeitpunkt der Übernahme des Gutes zur Beförderung an. Der Wert des Umzugsgutes bestimmt sich in der Regel aus dem Marktpreis (§ 429 HGB). Zusätzlich sind die Kosten der Schadensfeststellung zu ersetzen (§ 430 HGB).

### Außervertragliche Ansprüche
Die Haftungsbefreiung und Haftungsbegrenzungen gelten auch für einen außervertraglichen Anspruch des Absenders oder des Empfängers gegen den Möbelspediteur wegen Verlust oder Beschädigung des Umzugsgutes oder wegen Überschreitung der Lieferfrist (§ 434 HGB).

### Wegfall der Haftungsbefreiung und -begrenzung
Die Haftungsbefreiung und -begrenzung gilt nicht, wenn der Schaden auf eine Handlung oder Unterlassung zurückzuführen ist, die der Möbelspediteur vorsätzlich oder leichtfertig und in dem Bewusstsein, dass ein Schaden mit Wahrscheinlichkeit eintreten werde, begangen hat (§ 435 HGB).

### Haftung der Leute
Werden Schadenersatzansprüche aus (außer-)vertraglichen Haftungen wegen Verlust oder Beschädigung der Umzugsgutes oder wegen Überschreitung der Lieferfrist gegen einen der Leute des Möbelspediteurs erhoben, so kann sich auch jener auf die Haftungsbefreiung und -begrenzung berufen. Das gilt nicht, wenn er die Schädigung vorsätzlich oder leichtfertig und in dem Bewusstsein, dass ein Schaden mit Wahrscheinlichkeit eintreten werde, begangen hat. (§ 428 HGB)

### Ausführender Möbelspediteur
Wird der Umzug ganz oder teilweise durch einen Dritten ausgeführt (ausführender Möbelspediteur), so haftet dieser für den Schaden, der durch Verlust oder Beschädigung des Gutes oder durch Überschreitung der Lieferfrist, während der durch ihn ausgeführten Beförderung entsteht, in gleicher Weise wie der Möbelspediteur (§ 437 HGB). Der ausführende Möbelspediteur kann alle Einwendungen geltend machen, die dem Möbelspediteur aus dem Frachtvertrag zustehen. Werden Leute des ausführenden Möbelspediteurs in Anspruch genommen, so gelten für diese Bestimmungen über die Haftung der Leute.

### Haftungsvereinbarungen
Der Möbelspediteur weist den Verbraucher-Absender auf die Möglichkeit hin, mit ihm gegen Bezahlung eines entsprechenden Entgeltes eine weitergehende als die gesetzlich vorgesehene Haftung zu vereinbaren (§ 451 g Nr. 1 HGB). Unterlässt er dies und tritt ein Schaden ein, kann sich der Frachtführer nicht zu seinen Gunsten auf die gesetzlichen Haftungsbeschränkungen berufen.

### Transportversicherung
Der Möbelspediteur weist den Verbraucher-Absender auf die Möglichkeit hin, das Gut zu versichern (§ 451 g Satz 1 Nr. 1 HGB). Unterlässt er dies und tritt ein Schaden ein, kann sich der Frachtführer nicht zu seinen Gunsten auf die gesetzlichen Haftungsbeschränkungen berufen.

### Schadensanzeige
Im Falle von Güterschäden im Sinne des § 425 Abs. 1 Alt.1, 2 HGB gelten besondere Schadensanzeigefristen (§ 451 f HGB).
Um das Erlöschen von Ersatzansprüchen zu verhindern, ist deshalb folgendes zu beachten:
- Untersuchen Sie das Gut sofort bei Ablieferung auf äußerlich erkennbare Beschädigungen oder Verluste. Halten Sie diese auf der Empfangsbescheinigung bzw. einem Schadensprotokoll genau fest oder zeigen Sie diese dem Möbelspediteur spätestens am Tag nach Ablieferung an.
- Äußerlich nicht erkennbare Beschädigungen oder Verluste müssen dem Möbelspediteur innerhalb von 14 Tagen nach Ablieferung angegeben werden.
- Ansprüche wegen Überschreitung der Lieferfrist erlöschen, wenn der Berechtigte dem Möbelspediteur die Überschreitung nicht innerhalb von 21 Tagen nach Anlieferung anzeigt (§ 438 Abs. 3 HGB).
- Die Schadensanzeige nach Ablieferung hat grundsätzlich in Textform (§ 126 a BGB) zu erfolgen.[4] Dies bedeutet aber auch, dass eine unmittelbar bei Ablieferung erfolgende Schadensanzeige nicht dieser Form unterliegt; aus Beweiszwecken ist sie aber dennoch zu empfehlen.
- Der Schaden sollte näher beschrieben sein; pauschale Schadensanzeigen genügen im Regelfall nicht.
- Zur Wahrung der Fristen genügt zwar die rechtzeitige Absendung (§ 438 Abs. 4 HGB); dies ändert aber nichts an dem Problem, dass der Berechtigte im Streitfall den Zugang der Schadensanzeige beim Möbelspediteur beweisen können muss (§ 130 BGB).

### Verjährung
Die Verjährung möglicher Ansprüche aus dem Umzugsvertrag beträgt im Regelfall 1 Jahr, in besonderen Fällen 3 Jahre (§ 439 HGB).

### Zulässige Abweichungen von den gesetzlichen Vorschriften
Nur innerhalb des in § 451 h HGB zugelassenen Rahmens ist eine vertragliche Abweichung von den gesetzlichen Vorschriften zulässig.

## Verbände
Organisation und Kooperation haben in der Möbelspedition inzwischen ein mehr als 125-jährige Tradition. Der Bundesverband der Möbelspedition und Logistik (AMÖ) e. V. ist die Dachorganisation der deutschen Möbelspedition. Gemeinsam mit 18 regionalen Mitgliedsverbänden vertritt die AMÖ die Interessen von etwa 1100 Mitgliedsunternehmen. Diese sind tätig auf den Gebieten Umzug, Handelsmöbellogistik, EDV- und Kunstspedition.
Innerhalb des Verbandes haben sich über die Jahre mehrere so genannte Laderaumausgleichsgesellschaften gebildet. Sinn und Zweck dieser Kooperationen ist es, den vorhandenen Laderaum optimal zu nutzen, Leerfahrten zu minimieren, gemeinsame Qualitätsziele zu verfolgen und ein geschlossenes Auftreten an den Endkunden zu signalisieren (Corporate Identity).
Eine bedeutende Kooperationsgemeinschaft in Deutschland ist die DMS Deutsche Möbelspedition GmbH & Co. KG (kurz: DMS). Unter der Dachmarke DMS haben sich rund 70 Spediteure mit insgesamt zirka 120 Standorten im gesamten Bundesgebiet zusammengeschlossen. Die Mitarbeiterzahl aller Betriebe addiert beträgt mehr als 7000. Die DMS bietet neben dem Laderaumausgleich vor allem auch Umzugsleistungen für Privatpersonen und Unternehmen, Spezialtransporte, diverse Serviceleistungen sowie Projektmanagement. 2011 wurde die DMS von der Fraunhofer-Gesellschaft auf Platz 31 unter den „Top 100 der Logistik“ geführt.
Die Europäische Dachorganisation der Möbelspeditionen heißt Fedemac und vertritt die europäischen Möbelspediteure.
Der amerikanische Dachverband (Household Goods Forwarders Association of America, Inc. (HHGFAA)) lässt auch Mitglieder aus anderen Ländern zu und ist somit als internationaler Verband zu sehen. Im Jahr 2009 hat die HHGFAA eine Namensänderung durchgeführt und nennt sich nun International Association of Movers (IAM).

## Zertifizierungen

### Möform-Zertifizierung
Bei der Möform-Zertifizierung handelt es sich um eine auf den Umzugstransport ausgerichtete Zertifizierung, die Minimalstandards definiert, um so Qualitätsstandards für den Kunden zu sichern.

### DIN:ISO 9002
Die DIN:ISO 9002 ist eine deutsche Industrienorm, die Qualitätsstandards für Industrie und Privatkunden sichern soll, was durch zugelassene Auditoren (z. B. TÜV) regelmäßig beurteilt wird.

### FIDI FAIM
Bei der FIDI FAIM handelt es sich um eine internationale Umzugsnorm, die ähnlich hohe Qualitätsstandards sichert, wie die DIN-Norm. In dieser Norm sind zusätzlich noch weltweit gültige kaufmännische Standards geregelt. Diese Standards werden regelmäßig durch eine Unternehmensberatung geprüft.